# 82e cérémonie des New York Film Critics Circle Awards
La 82e cérémonie des New York Film Critics Circle Awards (NYFCC Awards), décernés par le New York Film Critics Circle, a eu lieu le 1er décembre 2016 et a récompensé les films sortis dans l'année.

## Palmarès

### Meilleur film
- La La Land

### Meilleur réalisateur
- Barry Jenkins pour Moonlight

### Meilleur acteur
- Casey Affleck dans Manchester by the Sea

### Meilleure actrice
- Isabelle Huppert dans Elle et L'Avenir

### Meilleur acteur dans un second rôle
- Mahershala Ali dans Moonlight

### Meilleure actrice dans un second rôle
- Michelle Williams dans Manchester by the Sea et Certain Women

### Meilleur premier film
- The Edge of Seventeen de Kelly Fremon Craig
- Krisha de Trey Edward Shults

### Meilleur scénario
- Manchester by the Sea – Kenneth Lonergan

### Meilleure photographie
- Moonlight – James Laxton

### Meilleur film en langue étrangère
- Toni Erdmann

### Meilleur film d'animation
- Zootopie

### Meilleur film documentaire
- O.J.: Made in America

### Special Award
- Thelma Schoonmaker et Julie Dash